# San Sebastiano al Palatino

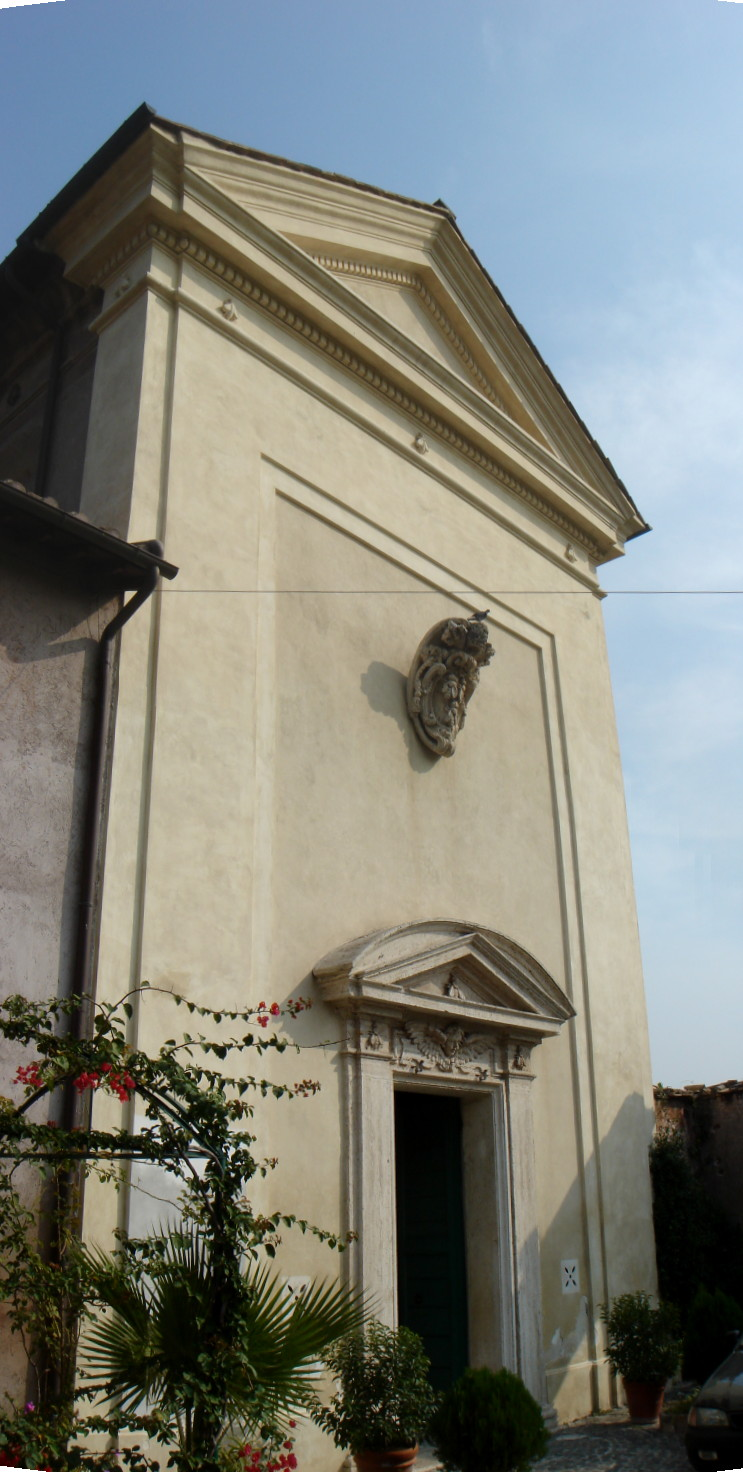
Fassade

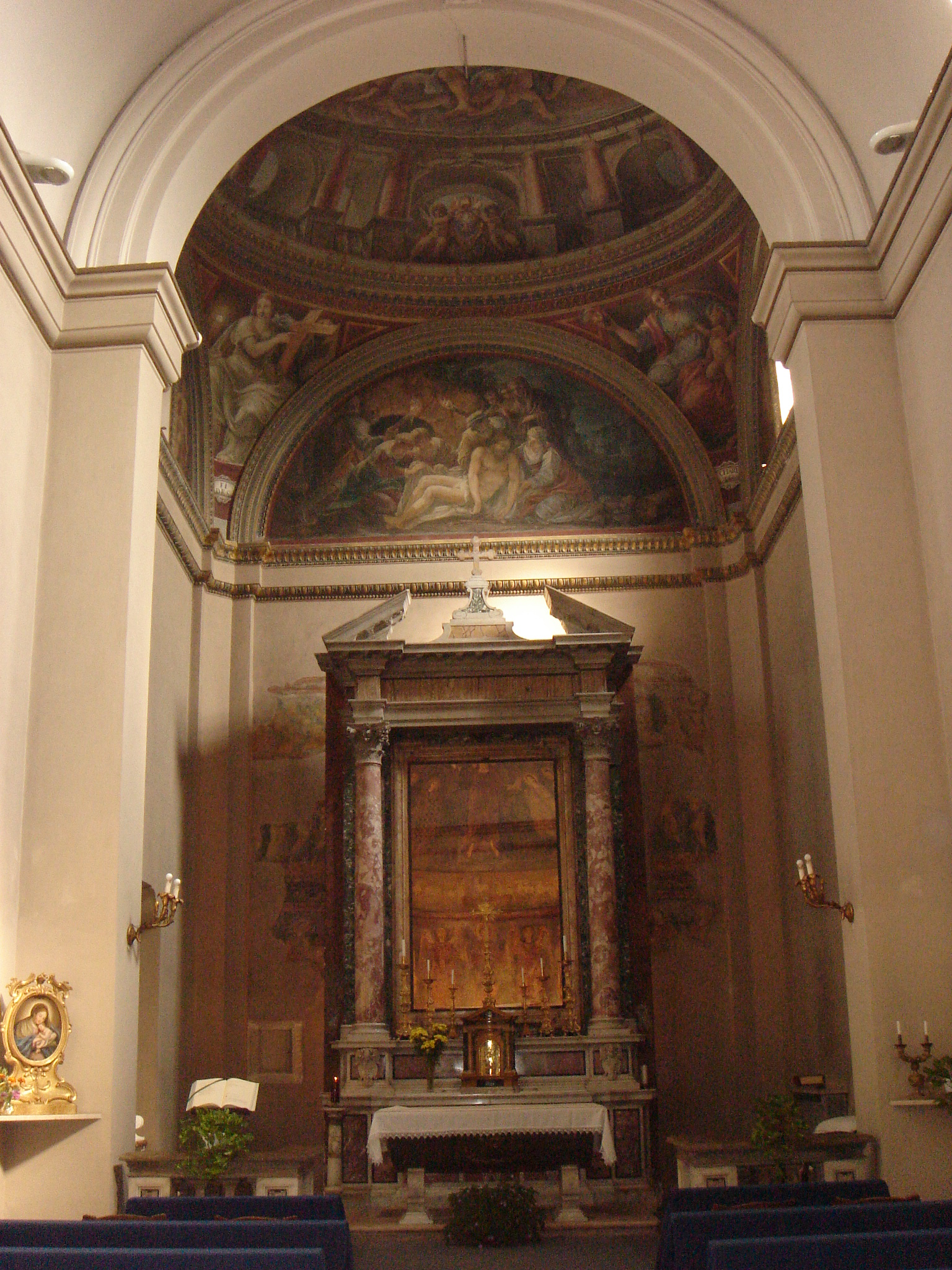
Das Innere der Kirche

San Sebastiano al Palatino, auch San Sebastiano alla Polveria, offiziell San Sebastiano e Zotico ist eine kleine Kirche in Rom. Sie ist Titeldiakonie der römisch-katholischen Kirche und war Schauplatz eines Konklaves.

## Lage
Die Kirche liegt im X. römischen Rione Campitelli in unmittelbarer Nähe des Forum Romanum, etwa 250 Meter südwestlich des Kolosseum.

## Geschichte und Baugeschichte
Der ursprüngliche Name der Kirche, Santa Maria in Pallaria verweist auf das Palladion, also auf das der Legende nach von Aeneas in Troja geraubte und nach Rom gebrachte Minervabild, das im 3. Jahrhundert aus dem Tempel der Vesta in den Tempel des Elagabal gebracht worden sein soll. Dieser Tempel („Elagabalium“) wurde von Kaiser Elagabal auf einer großen Terrasse am Clivus Palatinus errichtet, die bis in republikanische Zeit zurückgeht und zu einem Tempel gehörte, der dem römischen Gott Jupiter gewidmet war. Der Hl. Sebastian soll der Überlieferung nach auf den Gradus Helagabali (Stufen des Elagabal) sein Martyrium erlitten haben. Deshalb wurde die Kirche über Teilen des Tempels errichtet. Im Umfeld der Kirche wurden Teile der Anlage ausgegraben.
Der erste Kirchenbau an dieser Stelle stammt aus dem 10. Jahrhundert, möglicherweise noch früher.
In der kleinen Kirche fand am 24. Januar 1118 die Wahl von Papst Gelasius’ II. statt. Die Wahl wurde kirchenrechtlich gültig, aber heimlich durchgeführt, weil eine Einmischung Kaiser Heinrichs V. befürchtet wurde. Unmittelbar nach der Wahl brach Cencius Frangipani, ein Parteigänger des Kaisers, die Türe auf, misshandelte den neugewählten Papst und ließ ihn bis zum folgenden Tag in Ketten legen.
Papst Urban VIII. ließ die zwischenzeitlich verfallene Kirche ab 1624 im Stile des Barock neu errichten. Er beauftragte einen Künstler mit der Anfertigung des Altarbildes Martyrium des Hl. Sebastian mit acht Figuren, wobei er die Wahl der Figuren dem ausführenden Künstler überließ. Architekt des fast gänzlich barocken Neubaus war Luigi Arrigucci.
Ihren zweiten Beinamen erhielt sie von einem in napoleonischer Zeit in der Nähe befindlichen Pulverlager der französischen Truppen.

## Gebäude
Die Fassade ist, wie der Rest der Kirche in der äußeren Sicht, fast völlig schmucklos. Über dem schlichten, von einem durch einen Rundbogen durchzogenen und mit einer Putte unterlegten Dreiecksgiebel des Portals erhebt sich ein ebenso schlichter Dreiecksgiebel. Die Fassade ist gerahmt und trägt sowohl im Portal wie im Architrav als auch den Pilastern des Portals Darstellungen des Wappentiers der Familie Barberini, der Biene. Papst Urban VIII. entstammte diesem Geschlecht, sein Wappen ist an der Fassade angebracht.
Das Innere ist genauso nüchtern gehalten. Der sehr kleine Innenraum wird von einem Tonnengewölbe überspannt, die winzige Kuppel über dem Chorraum ist nur im Inneren zu sehen und von außen nicht zu erkennen.
Die Fresken hinter dem Altar entstammen dem Vorgängerbau des 10. Jahrhunderts, diejenigen der Kuppel den Renovierungen des Barock.
Die Kirche enthält noch zwei Gedenktafeln, die eine erinnert an die Vorgänge um Gelasius II., die andere an die Renovierung durch Urban VIII.

## Kardinaldiakone
- Ferdinando Giuseppe Antonelli pro illa vice (1973–1993)
- Yves Congar (1994–1995)
- Dino Monduzzi (1998–2006)
- John Patrick Foley (2007–2011)
- Edwin Frederick O’Brien (seit 2012; seit 4. März 2022 Kardinalpriester pro hac vice)

Kardinal O’Brien nahm die Kirche am 25. Oktober 2012 in Besitz.